# Louis Sicking
Louis H. J. Sicking (11 maart 1966) is een Nederlandse historicus. Hij heeft vooral gepubliceerd op het gebied van maritieme geschiedenis. Terugkerende elementen in het werk van Sicking zijn het doorwerken van de middeleeuwen in latere tijdsvakken, en de (contacten tussen de) Franse en Nederlandse taalgebieden.
Sicking behaalde in 1996 zijn doctoraat Geschiedenis aan de Universiteit Leiden. Zijn proefschrift getiteld Zeemacht en onmacht. Maritieme politiek in de Nederlanden 1488-1558, later herwerkt tot zijn eerste boek, behandelt de maritieme geschiedenis van de Nederlanden niet vanuit een nationaal Belgisch of Nederlands perspectief, maar concentreert zich op het ontstaan van de Bourgondisch-Habsburgse maritieme organisatie in de Nederlanden als een geheel.
Sicking is sinds 2001 universitair docent Middeleeuwse en Vroegmoderne Geschiedenis aan de Universiteit Leiden. Daarnaast is hij sinds 2013 bijzonder hoogleraar geschiedenis van het volkenrecht aan de Vrije Universiteit Amsterdam.
Sickings onderzoek betreft voornamelijk maritieme geschiedenis en de geschiedenis van diplomatie en het volkenrecht in de late middeleeuwen en de vroegmoderne tijd. 
In 2016 werd aan Sicking de Descartes-Huygens prijs toegekend.

## Werken
- Zeemacht en onmacht. Maritieme politiek in de Nederlanden, 1488-1558. De Bataafsche leeuw, 's-Gravenhage: Instituut voor maritieme historie (1998), pp. 336. ISBN 90 6707 465 9.[4]; een herziene versie verscheen in het Engels als Neptune and the Netherlands. State, Economy and War at Sea in the Renaissance (2004) en in het Spaans als El almirantazgo y la armada de los Países Bajos durante los reinados de Felipe I y Carlos V] (2017)
- Neptune and the Netherlands: State, Economy, and War at Sea in the Renaissance. Leiden: Brill, 2004.
- Frontières d’Outre-Mer. La France et les Pays-Bas dans le monde atlantique au XIXe siècle (2006) ; een vertaling verscheen als Colonial Borderlands. France and the Netherlands in the Atlantic in the Nineteenth Century (2008).[7]
- La naissance d'une thalassocratie. Les Pays-Bas et la mer à l’aube du Siècle d’or. PUPS; Parijs (2015), pp. 350. ISBN 9782840509981.[8]
- De bijl van Sint-Olav. Op zoek naar Noorse schatten in de Nederlanden (2021).

- Bibsys: 5054187
- Bibliothèque nationale de France: cb14425735m (data)
- CiNii: DA17850462
- Gemeinsame Normdatei: 136088155
- International Standard Name Identifier: 0000 0001 0950 5038
- Library of Congress Control Number: n98062616
- Nationale Bibliotheek van Tsjechië: jo2017969583
- Nationale Bibliotheek van Israël: 987007605485405171
- Nationale en Universitaire bibliotheek Zagreb: 000566432
- Nederlandse Thesaurus van Auteursnamen: 102156905
- ORCID: 0000-0002-9694-0536
- Réseau des bibliothèques de Suisse occidentale: 02-A012873623
- Système universitaire de documentation: 080257798
- Virtual International Authority File: 5148774
- WorldCat: E39PCjvXxdK77KmT3bfVwxKHVK